# Francia en los Juegos Paralímpicos de Atlanta 1996
Francia estuvo representada en los Juegos Paralímpicos de Atlanta 1996 por un total de 147 deportistas, 122 hombres y 25 mujeres.

## Medallistas
El equipo paralímpico francés obtuvo las siguientes medallas:
| Nombre                                                                    | Deporte                    | Evento                                                |
| ------------------------------------------------------------------------- | -------------------------- | ----------------------------------------------------- |
| Oro                                                                       |                            |                                                       |
| Claude Issorat                                                            | Atletismo                  | 200 m T53 masculino                                   |
| Claude Issorat                                                            | Atletismo                  | 400 m T53 masculino                                   |
| Lutovico Halagahu                                                         | Atletismo                  | Peso F43-44 masculino                                 |
| Stéphane Bozzolo                                                          | Atletismo                  | Salto de longitud F11 masculino                       |
| Claude Issorat Mustapha Badid Philippe Couprie Charles Tolle              | Atletismo                  | 4 × 400 m T52-53 masculino                            |
| Patrice Senmartin                                                         | Ciclismo en pista          | 1 km contrarreloj tándem clase abierta masculino      |
| Franck Miquard                                                            | Ciclismo en ruta           | Ruta tándem clase abierta 100/120k masculino          |
| David Mercier                                                             | Ciclismo en ruta           | Ruta 65/75k LC1 mixto                                 |
| Patrick Ceria                                                             | Ciclismo en ruta           | Ruta 55/65k LC2 mixto                                 |
| Luc Raoul                                                                 | Ciclismo en ruta           | Ruta 45/55k LC3 mixto                                 |
| Josette Bourgain                                                          | Esgrima en silla de ruedas | Florete individual A femenino                         |
| Murielle van de Cappelle                                                  | Esgrima en silla de ruedas | Florete individual B femenino                         |
| Sophie Belgodère Josette Bourgain Patricia Picot Murielle van de Cappelle | Esgrima en silla de ruedas | Florete por equipos femenino                          |
| Sophie Belgodère Josette Bourgain Patricia Picot Murielle van de Cappelle | Esgrima en silla de ruedas | Espada por equipos femenino                           |
| Jean Rosier                                                               | Esgrima en silla de ruedas | Espada individual B masculino                         |
| Yvon Pacault                                                              | Esgrima en silla de ruedas | Sable individual A masculino                          |
| Cyril Moré Pascal Durand Christian Lachaud Yvon Pacault                   | Esgrima en silla de ruedas | Sable por equipos masculino                           |
| Béatrice Hess                                                             | Natación                   | 50 m espalda S5 femenino                              |
| Béatrice Hess                                                             | Natación                   | 50 m mariposa S5 femenino                             |
| Béatrice Hess                                                             | Natación                   | 50 m libre S5 femenino                                |
| Béatrice Hess                                                             | Natación                   | 100 m libre S5 femenino                               |
| Béatrice Hess                                                             | Natación                   | 200 m libre S5 femenino                               |
| Béatrice Hess                                                             | Natación                   | 200 m estilos SM5 femenino                            |
| Ludivine Loiseau                                                          | Natación                   | 50 m libre S6 femenino                                |
| Eric Lindmann                                                             | Natación                   | 100 m espalda S7 masculino                            |
| Eric Lindmann                                                             | Natación                   | 200 m estilos SM7 masculino                           |
| Eric Lindmann                                                             | Natación                   | 100 m libre S7 masculino                              |
| Eric Lindmann                                                             | Natación                   | 400 m libre S7 masculino                              |
| Pascal Pinard                                                             | Natación                   | 100 m braza SB4 masculino                             |
| Isabelle Lafaye Marziou                                                   | Tenis de mesa              | Individual 1-2 femenino                               |
| Michèle Sevin                                                             | Tenis de mesa              | Individual 10 femenino                                |
| Bruno Benedetti                                                           | Tenis de mesa              | Individual 4 masculino                                |
| Guy Tisserant                                                             | Tenis de mesa              | Individual 5 masculino                                |
| Gilles de La Bourdonnaye                                                  | Tenis de mesa              | Individual 10 masculino                               |
| Olivier Chateigner Gilles de La Bourdonnaye Alain Pichon                  | Tenis de mesa              | Equipo 9-10 masculino                                 |
| Plata                                                                     |                            |                                                       |
| Paul Gregori                                                              | Atletismo                  | 100 m T42 masculino                                   |
| Paul Gregori                                                              | Atletismo                  | 200 m T42 masculino                                   |
| Lamouri Rahmouni                                                          | Atletismo                  | 400 m T36 masculino                                   |
| Antoine Delaune                                                           | Atletismo                  | Disco F32-33 masculino                                |
| Lutovico Halagahu                                                         | Atletismo                  | Jabalina F43-44 masculino                             |
| Patita Tuipoloto                                                          | Atletismo                  | Jabalina F46 masculino                                |
| Stéphane Bozzolo                                                          | Atletismo                  | Pentatlón P11 masculino                               |
| Vincent Mignon                                                            | Ciclismo en pista          | 1 km contrarreloj tándem clase abierta masculino      |
| Sophie Belgodère                                                          | Esgrima en silla de ruedas | Florete individual A masculino                        |
| Jean Rosier                                                               | Esgrima en silla de ruedas | Florete individual B masculino                        |
| Robert Citerne Pascal Durand Yvon Pacault Jean Rosier                     | Esgrima en silla de ruedas | Florete por equipos masculino                         |
| Frédéric Aguillaume                                                       | Hípica                     | Kur Canter grado III mixto                            |
| Ludivine Loiseau                                                          | Natación                   | 100 m libre S6 femenino                               |
| Ludivine Loiseau                                                          | Natación                   | 200 m libre S6 femenino                               |
| Corinne D'Urzo                                                            | Natación                   | 50 m espalda S5 femenino                              |
| Claude Badie                                                              | Natación                   | 50 m espalda S3 masculino                             |
| Pierre Bellot                                                             | Natación                   | 50 m espalda S4 masculino                             |
| Eric Lindmann                                                             | Natación                   | 50 m libre S7 masculino                               |
| Pascal Pinard                                                             | Natación                   | 200 m estilos SM5 masculino                           |
| Anne-Marie Gibelin                                                        | Tenis de mesa              | Individual 1-2 femenino                               |
| Martine Thierry                                                           | Tenis de mesa              | Individual 6-8 femenino                               |
| Claire Odeide                                                             | Tenis de mesa              | Individual 9 femenino                                 |
| Vincent Boury                                                             | Tenis de mesa              | Individual 2 masculino                                |
| Olivier Chateigner                                                        | Tenis de mesa              | Individual 9 masculino                                |
| Bruno Benedetti Christophe Durand Christophe Pinna Guy Tisserant          | Tenis de mesa              | Equipo 4-5 masculino                                  |
| Michèle Amiel                                                             | Tiro                       | Rifle 3 × 20 m SH1 femenino                           |
| Jean-François Garcia                                                      | Tiro con arco              | Individual de pie masculino                           |
| Gérald Rollo                                                              | Yudo                       | –71 kg masculino                                      |
| Bronce                                                                    |                            |                                                       |
| Jöelle Vogel                                                              | Atletismo                  | 400 m T52 femenino                                    |
| Emmanuel Lacroix                                                          | Atletismo                  | 1500 m T44-46 masculino                               |
| Emmanuel Lacroix                                                          | Atletismo                  | 5000 m T44-46 masculino                               |
| Claude Issorat                                                            | Atletismo                  | 100 m T53 masculino                                   |
| Patrice Gergès                                                            | Atletismo                  | 400 m T42-46 masculino                                |
| Mustapha Badid                                                            | Atletismo                  | 800 m T53 masculino                                   |
| Christophe Carayon                                                        | Atletismo                  | 1500 m T12 masculino                                  |
| Philippe Couprie                                                          | Atletismo                  | 1500 m T52-53 masculino                               |
| Hervé Dechamp                                                             | Ciclismo en pista          | Persecución individual tándem clase abierta masculino |
| Vincent Mignon                                                            | Ciclismo en pista          | 200 m velocidad tándem clase abierta masculino        |
| Patrick Ceria                                                             | Ciclismo en pista          | Ómnium LC2 mixto                                      |
| Patricia Picot                                                            | Esgrima en silla de ruedas | Florete individual A femenino                         |
| Sophie Belgodère                                                          | Esgrima en silla de ruedas | Espada individual A femenino                          |
| Pascal Durand                                                             | Esgrima en silla de ruedas | Florete individual B masculino                        |
| Pascal Durand                                                             | Esgrima en silla de ruedas | Sable individual B masculino                          |
| Arthur Bellance Robert Citerne Christian Lachaud Jean Rosier              | Esgrima en silla de ruedas | Espada por equipos masculino                          |
| Frédéric Aguillaume Bernard Sachse Thierry Touret                         | Hípica                     | Doma por equipos clase abierta mixto                  |
| Ludivine Loiseau                                                          | Natación                   | 200 m estilos SM6 femenino                            |
| Hadda Guerchouche                                                         | Natación                   | 200 m estilos SM7 femenino                            |
| Corinne D'Urzo Béatrice Hess Virginie Tripier Ludivine Loiseau            | Natación                   | 4 × 50 m libre S1-6 femenino                          |
| Pascal Pinard                                                             | Natación                   | 50 m espalda S5 masculino                             |
| Pascal Pinard                                                             | Natación                   | 50 m mariposa S5 masculino                            |
| Frédéric Delpy                                                            | Natación                   | 400 m libre S7 masculino                              |
| Claire Odeide                                                             | Tenis de mesa              | Clase abierta 6-10 femenino                           |
| Claire Odeide Michèle Sevin Martine Thierry                               | Tenis de mesa              | Equipo 6-10 femenino                                  |
| Alain Pichon                                                              | Tenis de mesa              | Individual 9 masculino                                |
| Bruno Benedetti                                                           | Tenis de mesa              | Clase abierta 1-5 masculino                           |
| Gilles de La Bourdonnaye                                                  | Tenis de mesa              | Clase abierta 6-10 masculino                          |
| Oristelle Marx Arlette Racineux                                           | Tenis en silla de ruedas   | Dobles femenino                                       |
| Marie-Françoise Hybois                                                    | Tiro con arco              | Individual de pie femenino                            |
| Cyril Morel                                                               | Yudo                       | –65 kg masculino                                      |
| Eric Censier                                                              | Yudo                       | +95 kg masculino                                      |